# Allier
Il dipartimento dell'Allier /aˈlje/ è un dipartimento francese della regione Alvernia-Rodano-Alpi. Il nome del dipartimento deriva dal nome del fiume omonimo che scorre nel suo territorio.

## Geografia fisica
Il territorio del dipartimento confina con i dipartimenti di Cher e Nièvre a nord, Saona e Loira e Loira (Loire) a est, Puy-de-Dôme a sud e Creuse a sud-ovest.
Il dipartimento si trova nella parte settentrionale dell'Alvernia, tra i vulcani del Massiccio Centrale e la vallata della Loira. Nel territorio scorrono anche i fiumi Allier, Cher, Besbre, Sioule.

## Storia
Il dipartimento è stato creato dopo la rivoluzione francese, il 4 marzo del 1790, in applicazione della legge del 22 dicembre del 1789, a partire dal territorio della provincia di Bourbonnais.
Il territorio del dipartimento era già abitato circa 33.000 anni fa, dagli ultimi neandertaliani, come provano i ritrovamenti nella grotta delle Fate, presso Châtelperron, scoperta nel 1867.
Più tardi fu abitato dalle popolazioni celtiche degli Edui, degli Alverni e dei Biturigi. Dopo la conquista cesariana della Gallia vi furono stanziati anche i Boi, con la fondazione di Gergovia Boiorum nella regione tra il fiume Allier e la Loira. La regione venne suddivisa tra le province dell'Aquitania e della Lugdunense. Tre sono i principali centri romani, tutti stazioni termali: Néris-les-Bains (Neria), Bourbon-l'Archambault (Borvo) et Vichy (Aquae Calidae). Durante l'età imperiale vi ebbero luogo le insurrezioni di Marico sotto Vitellio e dei Bagaudi nel III secolo.
Con le invasioni barbare fu occupata dai Visigoti e poi dai Franchi, a partire dal 759, sotto Pipino il Breve. Il territorio era in quest'epoca suddiviso tra le contee di Bourges, di Alvernia e di Autun. Nel 913 Carlo III di Francia concesse alcuni feudi sulle rive del fiume Allier ad Aimaro o Ademaro, capostipite dei signori di Borbone. Le terre di Souvigny furono cedute dai signori di Borbone ai monaci dell'abbazia di Cluny che vi fondarono un priorato presto divenuto centro di pellegrinaggi. Nel territorio sorsero in quest'epoca anche numerose chiese romaniche che risentono dell'influenza delle regioni vicine.
Verso la fine del XII secolo la linea maschile della famiglia si estinse e i possedimenti passarono per via femminile a Guy de Dampierre, signore di Saint-Dizier, in Champagne. Il figlio di costui, Arcimboldo VIII, fu fedele amico del re Luigi VIII, mentre il nipote, Arcimboldo IX, seguì Luigi IX alla prima crociata. Anche questa linea maschile si estinse e i possedimenti passarono per linea femminile a Roberto, conte di Clermont e figlio del re di Francia Luigi IX, capostipite della casata che sarebbe salita in seguito sul trono.
Nel 1327, sotto Carlo IV, il feudo divenne un ducato. Si susseguirono come duchi di Borbone Luigi I, Pietro I (sposo della sorella del re, Isabella di Valois), Luigi II il Grande o il Buono, Giovanni I, Carlo I (sposo di Giovanna, figlia del re Carlo VII), Giovanni II, connestabile, e poi i fratelli Carlo II, arcivescovo di Lione, e quindi Pietro II (sposo della reggente Anna di Beaujeu).
Essendosi estinta la linea maschile il ducato passò quindi a Carlo di Montpensier, pronipote di Giovanni I, che sposò la figlia dell'ultimo duca e prese il nome di Carlo III. Conosciuto come "il Connestabile di Borbone", dopo la morte della prima moglie e venuto a contrasto con il re Francesco I, passò dalla parte di Carlo V. I suoi possedimenti gli vennero quindi confiscati nel 1523 entrando a fare parte delle terre della corona.
In quest'epoca il territorio fu di grande importanza strategica per il regno di Francia di fronte all'Aquitania in possesso degli inglesi e al ducato di Borgogna, con una situazione che si protrasse fino al 1591. Questa funzione difensiva portò alla costruzione di numerosi castelli e dimore fortificate.
Nel 1661 il ducato di Borbone entrò a fare parte dei possedimenti della casata di Condé, che lo tenne fino alla Rivoluzione francese.
Il territorio era diviso fra i tre arcivescovati di Bourges, di Autun e di Clermont. Solo nel 1788 Moulins divenne sede arcivescovile (concretamente solo nel 1817, dopo la rivoluzione francese).
Nel XIX secolo si sviluppò il turismo termale. Vichy ospitò anche Napoleone III e di conseguenza conobbe grande sviluppo come località alla moda. Contemporaneamente la parte occidentale del dipartimento, nel bacino di Montluçon, visse un forte sviluppo industriale, che vide raddoppiare la popolazione. Il canale di Berry offrì una via di comunicazione a servizio dell'area industriale. Nel 1920 si insediò qui la fabbrica di pneumatici Dunlop.
Con l'armistizio di Rethondes del 1940 la linea di confine tra zona libera (nella metà meridionale della Francia) e zona occupata dai tedeschi passò nel dipartimento, dividendo a metà la città di Moulins. Il governo del maresciallo Pétain si insediò nella città di Vichy, che divenne allora sottoprefettura.

## Società

### Evoluzione demografica
Il dipartimento comprende solo tre grandi città (Montluçon, Vichy e Moulins); molte piccole città e comuni sono sparsi soprattutto lungo le rive dei fiumi.
La distribuzione urbanistica è dispersiva e rende il dipartimento demograficamente poco rilevante (circa 350.000 abitanti con una densità di 47 abitanti per km²). Il dipartimento alla fine del XIX secolo aveva avuto un forte sviluppo demografico con l'avvento delle grandi industrie, ma in seguito alla seconda guerra mondiale la popolazione è diminuita anche per il naturale allontanamento dalle zone rurali e per il declino delle industrie della zona.